# 煌うたわれるものらじお
『煌うたわれるものらじお』 （きらめきうたわれるものらじお）は、『うたわれるもの 偽りの仮面』『うたわれるもの 二人の白皇』に関連したインターネットラジオ番組。パーソナリティは利根健太朗（『うたわれるもの 偽りの仮面』オシュトル役）と赤﨑千夏（『うたわれるもの 偽りの仮面』『うたわれるもの 二人の白皇』アンジュ役）。

## 番組概要
2016年5月9日まで配信された『継うたわれるものらじお』がリニューアルという形で5月23日から配信開始、12月26日に最終回を配信。パーソナリティは、『継うたわれるものらじお』でパーソナリティを務めた柚木涼香と村瀬歩から交代した形になっている。
番組挨拶は「きらめきっ！」。出演したゲストは、自分が担当した以外のキャラクター（時にはキャラではなく声優）の物まねをするのが恒例となっている（役者ではないSuaraもやらされている）。

## コーナー
ふつおたコーナー
パーソナリティに対しての質問やアニメやゲームの感想など、普通のメールを募集。
余はハラペコじゃっ！
アンジュ（赤﨑）が気に入りそうなグルメ情報を送る。
但し、イケメンになる！
男女問わず、相手に好きになってもらえそうな「イケMEN」になる言葉の返しやしぐさなどを送る。
あなたはどっちを選ぶ！？
お題となった特定のこと（例えば結婚する相手など）に対して、2人上げられた候補のキャラのうちどちらを選ぶか、その理由を添えて送る。

### 過去に行われていたコーナー
うたらじ上巻 キャラ別GP！！
『うたわれるもの 偽りの仮面』アニメBD-BOX上巻収録分を振り返るという形で、各キャラについてのメールを送る。

## ゲスト
回数の後の日付は音泉の配信日
- 第7回（2016年7月4日） 水瀬いのり（ネコネ 役）
- 第9回（2016年7月18日） 種田梨沙（クオン 役）
- 第11回（2016年8月1日） 加隈亜衣（ルルティエ 役）
- 第12回（2016年8月8日） 山本希望（ノスリ 役）
- 第15回（2016年8月29日） Suara（主題歌 担当）
- 第17回（2016年9月12日） 儀武ゆう子（フミルィル 役）
- 第18回（2016年9月19日） 小林裕介（イタク 役）
- 第19回（2016年9月26日） 山村響（シス 役）
- 第21回（2016年10月10日） 原由実（アトゥイ 役）
- 第23回（2016年10月24日） 佐倉綾音（ウルゥル/サラァナ 役）
- 第24回（2016年10月31日） 藤田昌代（トリコリ 役）
- 第26回（2016年11月14日） 杉山大（マロロ 役）
- 第28回（2016年11月28日） 菊池幸利（ウォシス 役）
- 第30回（2016年12月12日） 内田夕夜（ミカヅチ 役）

## 主題歌
オープニングテーマ
「ヌエドリ」
作詞 - 須谷尚子 / 作曲・編曲 - 衣笠道雄 / 歌 - Suara
「星灯（ひかり）」
作詞 - 須谷尚子 / 作曲・編曲 - 衣笠道雄 / 歌 - Suara

エンディングテーマ
「恋夢」
作詞 - 須谷尚子 / 作曲・編曲 - 松岡純也 / 歌 - Suara
「麗しき世界」
作詞 - 須谷尚子 / 作曲・編曲 - 衣笠道雄 / 歌 - Suara

## CD
全3巻予定。各CD共にイベントにて先行発売、その後一般発売予定。
- ラジオCD「煌うたわれるものらじお」Vol.1（2016年12月29日発売）
【DISC-1】CD特別版（オーディオCD）
ゲスト:柚木涼香（エルルゥ 役）、村瀬歩（キウル 役）
【DISC-2】本配信第1回～第11回までのMP3データ
- ラジオCD「煌うたわれるものらじお」Vol.2（2017年4月30日発売）
【DISC-1】CD特別版（オーディオCD）
ゲスト:早見沙織（ムネチカ 役）
【DISC-2】本配信第12回～第22回までのMP3データ
- ラジオCD「煌うたわれるものらじお」Vol.3（2017年9月下旬より発送）
【DISC-1】CD特別版（オーディオCD）
ゲスト:小山力也（ハクオロ 役）
【DISC-2】本配信第23回～第32回までのMP3データ